# Metopia zenigoi
Metopia zenigoi är en tvåvingeart som beskrevs av Hiromu Kurahashi 1970. Metopia zenigoi ingår i släktet Metopia och familjen köttflugor. Inga underarter finns listade i Catalogue of Life.